# 마블 시네마틱 유니버스 캐릭터 목록
이 문서는 마블 시네마틱 유니버스의 캐릭터들을 서술한다.

## 지구 - 616
- 개리슨 케인
- 게이트웨이
- 건틀릿
- 그래비티
- 그레이 말킨
- 길로틴
- 나라
- 나이트마스크
- 나이트 스래셔
- 노매드
- 노-걸
- 노스스타
- 녹턴
- 다크 호크
- 드라큘라
- 드래건맨
- 레드 헐크
- 리전
- 머신맨
- 멀티플맨
- 문드래곤
- 배틀스타
- 벵갈
- 블랙 골리앗
- 블루 마블
- 빈디케이터
- 사이린
- 샤머
- 선 걸
- 선더버드
- 슈팅스타
- 스콜피온
- 스쿼럴 걸
- 아라크네
- 에이전트 베놈
- 울트라걸
- 임파서블맨
- 저스티스
- 캡틴 브리튼
- 캡틴 울트라
- 코스모
- 티맨
- 티타늄맨
- 프로그맨
- 한니발
- 화이트 타이거
- 3-D맨
- G.W.브리지
- Mr.M
- 그외 다수 등장인물(어벤져스,스파이더맨,베놈,가오갤 등등...)

## 지구 - 838
- 일루미나티
  - 찰스 자비에 †
  - 캡틴 카터 †
  - 마리아 캡틴 †
  - 블랙아가르 불타곤 †
  - 리드 리처즈 판타스틱 †
  - 바론 모르도
  - 슈프림 스트레인지 †
  - 크리스틴 팔머
  - 울트론 †
- 피자볼 노점상

## 지구 - 1218
- 자칼
- 캥거루
- 카멜레온
- 아울
- 퍼플맨
- Mr.시몬스
- 바이퍼
- U맨
- 코발트맨
- 섀도우맨

## 지구 - 8910

### 엔네야드
- 오시리스
- 라
- 하토르
- 호루스
- 테프누트
- 이시스
- 콘슈(탈퇴)
- 암미트(탈퇴)
- 타워레트
- 바스테트
- 아툼
- 슈
- 테프누트
- 누트
- 네프티스
- 세크메트
- 아누비스
- 베스
- 케프리

### 그리스ㆍ로마
- 제우스
- 아레스
- 헤라클레스
- 디오니소스
- 아폴론
- 아테나

### 인도
- 브라흐마
- 시바
- 비슈누

### 중국
- 황룡
- 천룡

### 그 외
- 크로난
- 오시리스
- 환인
- 아마테라스
- 케찰코아틀
- 맨싱
- 베타 레이 빌
- 만두의 신 바오
- 아르테미스
- 미네르바
- 천룡
- 니니 더 노니
- 엘케의 여신
- 이잠나
- 옥황상제
- 마오리 여신
- 아미츠 미카보시
- 라푸 †
- 털의 신
- 눈알의 신

## 지구 - 96283
- 트릴로지 스파이더맨 / 피터 파커
- 노먼 오스번 / 그린 고블린
- 오토 옥타비우스 / 닥터 옥토퍼스
- 폴린트 마르코 / 샌드맨

## 지구 - 120703
- 어메이징 스파이더맨 / 피터 파커
- 커트 코너스 / 리자드
- 맥스 딜런 / 일렉트로
- 베티 로니

## 지구 - 199999

### 어벤져스
- 캡틴 팔콘
- 워 머신 / 제임스 로드 / 아이언 패트리어트
- 헐크 / 브루스 베너
- 클린트 바튼 / 호크아이
- 케이트 비숍
- 앤트맨 / 스캇 랭
- 와스프 / 호프 반 다인
- 스파이더맨 / 피터 파커
- 윈터 솔져 / 버키 반즈
- 캡틴 마블 / 캐럴 댄버스
- 토니 E 스타크 / 아이언맨 †
- 캡틴 로저스 †
- 나타샤 로마노프[1]
- 비전 †
- 블랙 펜서 / 트찰라 †
- 퀵실버 / 피에트로 막시모프 †

### 스타크 인더스트리
- 하워드 스타크 †
- 마리아 스타크 †
- 해피 호건
- 페퍼 포츠 / 레스큐
- 오베디아 스탠 / 아이언 몽거 †
- J.A.R.V.I.S.
- F.R.I.D.A.Y.
- 윌리엄 긴터 리바
- 쿠엔틴 벡 / 미스테리오 †

### 토니 관련 인물
- 에드윈 자비스 †
- 호 인센 †
- 크리스틴 에버하트
- 저스틴 해머
- 이반 반코 / 위플래쉬 †
- 할리 키너
- 모건 H 스타크
- 모건 스타크[2]

### 스티브 관련 인물
- 조지프 로저스 †
- 페기 M 카터 †
- 체스터 필립스
- 에이브러햄 어스킨 †
- 하울링 코만도스
- 조르주 배트

### 토르 관련 인물
- 에릭 셀빅
- 달시 루이스
- 이언 부스비

### 헐크 관련 인물
- 로디 베너 †
- 베티 로스
- 에밀 브론스키 / 어보미네이션
- 새뮤얼 스턴스 / 미스터 블루
- 레너드 샘슨
- 유진 폴 파틸로 / 프로그맨
- 메리 맥페란 / 타이타니아

### 레드룸
- 드레이코프 †
- 옐레나 벨로바
- 위도우들
- 태스크마스터 †
- 멜리나
- 마담 B

### 나타샤 관련 인물
- 이반 로마노프 †
- 릭 메이슨
- 알렉세이 쇼스타코프 / 레드 가디언

### 클린튼 관련 인물
- 이디스 바튼 †
- 엘리너 비숍
- 잭 듀케인
- 럭키
- 에코 / 마야 로페즈
- 카지 카지미어책
- 로라 바튼 / 에이젼트 19 / 모킹버드
- 쿠퍼 바튼
- 라일라 바튼
- 나타니엘 피에트로 바튼

### 핌 테크놀러지
- 행크 핌 / 자이언트맨
- 재닛 반 다인 / 비걸
- 대런 크로스 / 옐로재킷 †

### 스캇 관련 인물
- 캐시 랭
- 메기 랭
- 안토니 †
- 루이스
- 빌 포스터
- 에이바 스타 / 고스트 †
- 소니 버치

### 피터 관련 인물
- 메이 파커 †
- 벤 파커 †
- OO 파커 †[3]
- 00 파커 †[4]
- J. 조나 제임슨
- 에이드리언 툼스 / 벌쳐
- 잭슨 브라이스 / 쇼커
- 허먼 슐츠 / 쇼커
- 피니어스 메이슨 / 팅커러
- 맥 가간 / 스콜피온

### 엘리멘탈스
- 매그넘(흙)
- 사이클론(공기)
- 하이드론(물)
- 헬파이어(불)
- 엘리매트릭스(융합체)

### 미드타운 과학 고등학교
- 네드 리즈
- 리즈
- 미셸
- 플래시 톰슨
- 베티 브랜튼
- 브래드 데이비드
- 로저 해링턴
- 모리타 교장
- 윌슨 코치
- 제이슨 아이오넬로
- 샐리 애브릴
- 신디
- 에이브
- 조지
- 모니카 워런
- 비틀
- 줄리어스 델
- 클레어 와이즈
- 벤저민 "베니" 폴럭
- 아키히코

### S.H.E.L.D.
- 닉 퓨리
- 필 콜슨
- 마리아 힐
- 켈러
- 필릭스 블레이크
- 데이지 존슨 / 퀘이크
- 리오 피츠
- 제마 시먼스
- 알리아 피츠
- 오웬 쇼
- 딕 쇼
- 멜린다 메이
- 앤트완 트리플릿
- 도니 길 / 블리자드
- 바비 모스 / 모킹버드
- 랜스 헌터
- 알폰소 맥켄지
- 케이니그 형제
- 빅토리아 핸드
- 마이클 피터슨 / 데스록
- 로버트 곤잘레스
- 제프리 메이스 / 패트리어트
- 요요 로드리게스
- 앤드루 래쉬
- 메이슨
- 아킬라 아마도르
- 토바이어스 포드
- 오드리 네이선
- 에이전트 33
- 에이전트 OR

### S.T.R.I.K.E.
- 브록 럼로우 / 크로스본즈
- 잭 롤린스

### H.Y.D.R.A.
- 하이브 †
- 요한 슈미트 / 레드 스컬
- 하인츠 크루거 †
- 바실리 카르포프 †
- 아르님 졸라 †
- 바론 폰 스트러커
- 재스퍼 시트웰
- 알렉산더 피어스
- 벤 스턴
- 기데온 말릭
- 존 개릿
- 그랜트 워드
- 대니얼 화이트홀
- 수닐 박쉬
- 칼 크릴 / 업소빙맨
- 미스터 블룸
- 리스터 박사
- 에이다 / 마담 하이드라
- 칼라 페이 기디언
- 프랜시스 노체
- 칼라 페이 기디언
- 데이비드 A. 앵거
- 히드라 전사
- 하이드라 병사

### 미국 정부
- 매튜 엘리스
- 벤 스턴
- U.S. 에이전트
- 배틀스타

### 미 국무부
- 썬더볼트 로스

### CIA
- 에버렛 로스
- 샤론 카터

### FBI
- 지미 우
- 라훌 나딤
- 불스아이
- 버넌 마스터스

### ATCU
- 로절린드 프라이스
- 그래비톤

### 와칸다
- 트차카 / 블랙 펜서 †
- 슈리
- 은조부 †
- 라몬다
- 은자다카 / 에릭 킬몽거 †
- 아주리 †
- 와카비
- 바셴가 †
- 오코예
- 나키아
- 음바쿠
- 주리
- 부디
- 아요
- 율리시스 클로 †

### 마스터 오브 미스틱 아츠
- 크로니콤 †
- 아가모토 †
- 에인션트 원 †
- 칼 모르도
- 케실리우스
- 아드리아
- 하미르
- 린트라
- 웡
- 닥터 스트레인지 / 스티븐 스트레인지
- 찬호인
- 아메리카 차베즈

### 운다고어 산
- 스칼렛 위치 / 완다 막시모프[5]
- 사이토락 †
- 디펜더 스트레인지 †

### 디펜더스
- 멧 머독 / 데어데블
- 제시카 존스
- 루크 케이지
- 대니 랜드 / 아이언 피스트

### H.A.N.D.
- 알렉산드라
- 마담 가오
- 노부 요시오카
- 엘렉트라 / 블랙 스카이

### CHASTE
- 스틱

### 데어데블 관련 인물
- 캐런 페이지
- 포기 넬슨
- 벤 유릭
- 잭 머독 †
- 메기 그레이스 머독
- 제임스 웨슬리
- 블라디미르 †
- 아나톨리 †

### Union Alied
- 윌슨 피스크 / 킹핀
- 릴런드 아울슬리

### 제시카 존스 관련 인물
- 트리시 워커
- 말콤 듀카드
- 제리 호가스
- 케빈 톰슨 / 킬그레이브
- 엘리사 존스

### IGH
- 윌 심슨
- 레슬리 핸슨

### 루크 케이지 관련 인물
- 미스티 나이트
- 블랙 머라이어
- 셰이즈
- 레바 코너스
- 코튼마우스
- 다이아몬드 백
- 존 부시마스터

### 아이언 피스트 관련 인물
- 콜린 윙

### Land Enterprize
- 해럴드 미첨
- 워드 미첨
- 조이 미첨

### 쿤룬
- 레이 쿵 †
- 다보스

### 퍼니셔 관련 인물
- 퍼니셔 / 프랭크 캐슬
- 블랙 스미스
- 직쏘 루소
- 클레어 템플
- 터크 배럿

### S.W.O.R.D.
- 마리아 램보 †
- 모니카 램보
- 타일러 헤이워드
- 화이트 비전

### Pride
- 조나
- 모건 르 페이

### 런어웨이즈
- 알렉스 와일더
- 니코 미노루
- 캐롤리나 딘
- 체이스 스타인
- 거트 요크스
- 몰리 에르난데스

### 마크 스펙터 관련 인물
- 마크 스펙터
- 스칼렛 스카라브
- 아서 해로우

### 마크 스펙터의 자아
- 스티븐 그랜트
- 제이크 로클리
- 문나이트
- 미스터 나이트

### A.I.M.
- 알드리치 킬리언
- 마야 한센
- 에릭 사빈
- 앨런 브랜튼
- 트레버 슬래터리 / 만다린
- 군인들
- 우 박사
- 우 박사의 비서

### 텐 링즈
- 웬우 †
- 샹치
- 레이저 피스트
- 데스 딜러
- 샤링
- 조직원들
- 라자 †
- 아부 바카르 †
- 잭 태거트 †

### 탈로
- 잉 리 †
- 잉 난
- 광보 †
- 어둠의 드웰러
- 위대한 수호자
- 모리스
- 구미호
- 사자
- 기린
- 주작

### 세계안전보장이사회
- 기데온 말릭

### 소코비아
- 헬무트 제모 / 바론 제모

### 인휴먼스(애프터라이프파)
- 자잉
- 고든
- 링컨 캠벨
- 레이나
- 알리사

### 워치독
- 필릭스 블레이크
- 제임스

### 헥스
- 애거사 하크니스 / 아그네스
- 빌리 막시모프
- 토미 막시모프

### 플래그 스매셔
- 칼리 모건소
- 스매셔 폰 †
- 조직원들

### 마드리푸어
- 파워 브로커

### 그 외 히어로
- 블랙 나이트
- 고스트 라이더
- 클록
- 대거
- 블레이드
- 카말라 칸 / 미즈 마블
- 레드 대거
- 아이제아 블래드리
- 아이언 하트 / 리리 윌리엄스
- 웨어울프

### 그 외 빌런
- 울트론 †
- 미스터 하이드
- 휘트니 프로스트
- 이언 퀸

### 미국 정부
- 앨런
- 벤 스턴
- 로드리게스
- 브랜트 상임의원 †
- 미리엄 샤프
- 엘런 나디어
- 토머스 워드
- 루시 바워

### 군사
- 캐슬린 매스어 소령 †
- 조 그랠러 장군
- 길모어 호지 †
- 카밀라 레예스
- 에디슨 포
- 브라이언 헤이워드
- 존 브루노

### NASA
- 윌 대니얼스

### 다크 포스
- 마커스 대니얼스

### 그 외 캐릭터
- 해나 허친스
- 크리스틴 팔머
- 헬렌 조
- 발렌티나 알레그라 드 폰테인
- 케이티 첸
- 홀든 레드클리프
- 안톤 모가트
- 안톤 반코 †
- 개리
- 메러디스 퀼 †
- 메러디스 퀼의 母
- 메러디스 퀼의 父
- 데이브
- 짐 팩스턴
- 게일
- 우즈만
- 에그스타
- 캐서린 스타
- 스톨츠 †
- 니커디미스 웨스트
- 조나단 팽본
- 도리스 툼스
- 델마 아저씨
- 수
- 데비
- 마일스 라이던
- 야코프 뉘스트롬
- 페트라 라르센
- 크리스천 워드
- 웬델 리바이
- 일라이 모로
- 헬파이어
- 쟈니 블레이즈
- 기예라
- 로저 둘리
- 대니얼 수자
- 레이 크르저민스키
- 앤지 마티넬리
- 제이슨 윌크스
- 아나 자비스
- 바이올렛
- 캘빈 채드윅
- 로즈 로버츠
- 앨로이시어스 샘벌리
- 조지프 만프레디
- 휴 존스
- 브랫 머호니
- 빅 밴 도너반
- 랜스
- 존 힐러
- 바네사 마리아나
- 멜빈 포터
- 레예스 검사
- 엘리엇 그로트
- 스톤
- 스타
- 호프 슐로트먼
- 드로시 워커
- 웬디 로스호가스
- 팸
- 오스카 클레먼스
- 로빈
- 루벤
- 엘리자베스 델루카
- 톰슨 부부
- 위저
- 프라이스 쳉
- 미클로스 코즐로부
- 칼 말러스
- 멜러리
- 셰인 라이백
- 프랭키
- 팝
- 도밍고 콜론
- 라파엘 스카프
- 메소드맨
- 솔리다드 템플
- 치코 디아스
- 캔디스 밀러
- 스웨이 캘러웨이
- 바비 피시
- 노아 버스틴
- 틸다 존슨
- 모티머 노리스
- 빌 노리스
- 에디 액스턴
- 에타 루카스
- 마이크로
- 디나 마다니
- 커티스 호일
- 루이스 윌슨
- 오코너
- 거너 헨더슨
- 카슨 울프
- 에이미 벤딕스
- 크리스타 듀몬트
- 존 필그림
- 슐츠 부부
- 일레인 포스터
- 데인 휘트먼

## 종족

### 야칸족
- 야칸왕
- 야칸군

### 아스가르드(멸망)
- 부리 †
- 보르 부리슨 †
- 노르 보르슨
- 오딘 보르슨 †
- 무닌
- 후긴
- 로키 오딘슨 †
- 프리가 †
- 판드랄 †
- 호군 †
- 볼스타그 †
- 디스트로이어 †
- 스커지 †
- 펜리스
- 코르그
- 슬레이프니르
- 발데르 더 브레이브
- 헬라 오딘스도티르[6]

### 뉴아스가르드
- 그레이스
- 액슬
- 엘리얼 랜돌프
- 로렐라이
- 액슬
- 발두르
- 인챈트리트(염소)
- 엑시큐서너(염소)
- 티르
- 프리그
- 흐림하리
- 미에크
- 발키리
- 시프

### 발할라
- 헤임달 †
- 제인 포스터 / 마이티 토르 †

### 요툰헤임
- 라우페이 †
- 로키 라우페이슨 †

### 다크 엘프
- 말레키스
- 커스

### 무스펠헤임
- 수르트

### 그 외 행성
- 바나헤임
- 알브헤임
- 니플헤임

### 아틀란티스(어류 -> 초인)
- 네이머
- 아투마
- 네이모라
- 나모리타

### 크리(양서류 -> 초인)
- 슈프림 인텔리젼스 †
- 마-벨 †
- 욘-로그
- 미네-르바
- 코라스 †
- 로난 †
- 제나스

### 스크럴(파충류 -> 초인)
- 탈로스
- 노렉스
- 소렌
- 슈퍼 스크럴
- 도렉 7세
- 르킬
- 아넬 공주
- 페이복
- 크루세이더
- 베란케
- 자빈
- 크리티 놀
- 히즈케 지쿠

### 시아(조류 -> 초인)
- 일렉트론
- 글래디에이터
- 릴란드라
- 디켄
- 가드
- 버드
- 에릭

### 루미널스
- 사이노슈어
- 매스드라이버

### 헬로드
- 다크 차일드
- 좀
- 사타나
- 플루토
- 디스페이어
- 벨라스코
- 위치파이어
- 사타니시
- 아스모데우스
- 블랙 하트
- 메피스타
- 다이몬 헬스톰
- 자라토스
- 내스티어
- 데모고블린

### 네거티브 존
- 어나일러스
- 블라스타
- 레이브노스

### 인휴먼
- 카렐리아인
  - 바둔
  - 다이어
- 센타우리인
  - 레이스

### 인휴먼즈(아틀란파)
- 블랙 볼트
- 메두사
- 트리톤
- 록조
- 막시무스
- 카르낙
- 코르곤
- 오란
- 테인
- 스카일러

### 이터널스(올림피아파)
- 우라노스 †
- 에이잭 †
- 이카리스 †
- 세르시
- 킨고
- 스프라이트
- 파스토스
- 마카리
- 테나
- 길가메시 †
- 드루이그

### 이터널스(타이탄파)
- 크로노스
- 알라스 / 멘토
- 주라스
- 니아
- 타노스 †
- 론
- 테인
- 수이 산 †
- 스타폭스 / 에로스

### X-뮤턴트
1세대
- 프로페서 자비에
- 사이클롭스
- 아이스맨
- 엔젤
- 비스트
- 마블걸

2세대
- 미믹
- 체인질링
- 폴라리스
- 하복

3세대
- 불칸
- 페트라
- 다윈
- 스웨이

4세대
- 나이트크롤러
- 울버린
- 밴시
- 스톰
- 선파이어
- 콜로서스
- 선더버드
- 스프라이트
- 록히드
- 로그
- 매그니토
- 사일록
- 대즐러
- 롱샷
- 포지

5세대
- 주빌리
- 선스팟
- 갬빗
- 비숍
- 리밴치
- 캐넌볼

6세대
- 조셉
- 다크 비스트
- 세실리야 래얘스
- 매로
- 매것
- 엑스맨
- 스크럴버린

7세대
- 케이블
- 세이지
- 미라지
- 에마 프로스트
- 저거너트
- 체임버
- 쏜
- 스테이시 X
- 라이프가드
- 슬립스트림
- 노스스타
- 허스크
- X-23
- 스톰
- 센

8세대
- 데드풀
- 다크 피닉스
- 코리아맨

### 판타스틱 4
- 미스터 판타스틱
- 인비저블 우먼
- 휴먼 토치
- 닥터 둠
- 실버 서퍼

### 노바 코어
- 노바
- 가산 살
- 로만 데이
- 이라니 라엘

### 소버린
- 아이샤
- 마이다스
- 아담 워록

### 셀레스티얼
- 아리솀
- 네자르
- 하겐
- 제미아
- 티아무트
- 에손
- 노웨어
- 에고
- 엑시타르
- 칼루스
- 프로제니터

### 와쳐
- 주시자
- 우아투

### 브루드
- 브루

## 우주

### 가디언즈 오브 갤럭시
- 피터 퀼 / 스타로드
- 가모라 †
- 가모라(2014년)
- 드랙스
- 로켓
- 그루트
- 맨티스
- 네뷸라
- 네뷸라(2014년) †
- 코스모

### 라바져스(본대파)
- 스타카르 오고로드
- 알레트 오고로드
- 마티넥스
- 찰리 27
- 크루가르
- 메인프레임

### 라바져스(욘두파)
- 욘두 우돈타 †
- 크래글린
- 테이저페이스 †
- 보커 †
- 털크 †
- 제크 †

### 치타우리
- 아더

### 아웃라이더
- 아웃사이더 †

### 블랙 오더
- 타노스(2014년) †
- 에보니 모 †
- 콜버스 그레이브 †
- 프록시마 미드나이트 †
- 컬 옵시디언 †

### 사카르
- 그랜드마스터
- 토파즈
- 하주
- 워바운드
- 레드킹
- 올드스트롱

### 니다벨리르
- 에이트리

## 모든 것의 창조주
- 원 오보브 올 = 스탠 리

## 디 엘디스트 갓
- 네메시스
- 리닉스
- 데미어지
- 첫번째 창공

## 오리진 갓
- 리빙 트리뷰널
- 메피스토
- 루시퍼
- 이터니티
- 엔트로피
- 데스
- 인피니티
- 가르간토스 †
- 네크로 †
- 비샨티
- 니산티
- 스페니메트 †
- 슈마고라스
- 봄 갈리아스
- 갤럭투스
- 전령
- 갤럭타
- 로고스
- 인피니츠

## 엘더 갓
- 카오스 킹
- 널
- 러브
- 헤이트
- 스트레인저
- 가이아
- 오쉬트르
- 세트
- 크톤
- 고르 †
- 로드 카오스
- 마스터 오더
- 인비트위너
- 오블리비언
- 호고스
- 어머니
- 아툼 더 갓 이터
- 테네브러스
- 아브라삭스
- 이지스
- 프로티지
- 타이런스

## 우주적 존재
- 가드너
- 챔피언
- 어비스
- 메니폴트
- 슈퍼플로우
- 나이트마스크
- 화이트 이벤트
- 시데라 마리스
- 레볼루셔너리
- 데스 셀레스티얼
- 섀도우 몬스터
- 투스그라인더
- 투스나셔
- 베헤모스 폴리가르
- 에고-프라이드
- 사이-호크
- 인피너트
- 타이거 갓
- 인피니티 워치
- 멀티버스(두번째 창공)
- 갓 킬러
- 나이트메어
- 안티맨
- 세이퍼 오브 월드

## 가디언즈 오브 멀티버스
- 캡틴 카터
- 트차로드
- 에릭 킬몽거
- 가모라
- 파티 토르
- 블랙 위도우
- 닥터 스트레인지 슈프림

## 우주적 아이템
- 코스믹 큐브

### 인피니티 스톤
- 파워
- 소울
- 스페이스
- 리얼리티
- 마인드
- 타임

## What if...?
- 캡카 유니버스
  - 아르님 졸라
  - 히드라 스톰퍼 로저스
- 좀비 유니버스
  - 좀비 타노스
  - 좀비 닥터
  - 좀비 팔콘
  - 좀비 완다
  - 좀비 호크아이
  - 좀비 아이언맨
  - 좀비 캡아
- 로키왕 유니버스
  - 킹 로키
  - 닉 퓨리
  - 나타샤 위도우
- 파토 유니버스
  - 서리거인 로키
- 스닥 유니버스
  - 스파이더 스트레인지
- 행크 재킷 유니버스
  - 행크 옐로 헨리 재킷
- 디스트로이 유니버스
- 라타 유니버스
  - 탈레니어 콜렉트 티반
  - 라바져 타노스
- 31세기 유니버스
  - 카글리오스트로
  - 오-벵
- 인피니티 유니버스
  - 인피니티 울트론 비전

## 그 외 외계
- 콜렉터
- 구스
- 하워드 더 덕
- 오르로니
- 카리나
- 아빌리스크 †
- 차베즈 어머니들 †
- 스파이크
- 마음이 없는 자
- 기보림
- 지녹스
- 그로테스크
- 몰맨
- 마스터 위버
- 빌더
- 피닉스 포스
- 헝거
- 스파이더 토템

## 다크 디멘션
- 도르마무
- 클레아

## 그 외
- 시니스터 스트레인지
- 실비 라우페이도티르
- 스파이더 우먼
- 그웬풀 스파이더맨
- 원더우먼
- 파워우먼
- 마일즈 모랄레즈
- 에디 브록 / 베놈
- 클리터스 캐서디 / 카니지
- 패트릭 멀리건 / 톡신

## TVA
- 모비어스 M 모비어스
- 라보나 렌슬레이어
- 헌터 B-15
- 미스 미닛
- 로키(2012년)
- 타임 키퍼 †
- 계속 존재 하는 자 †
- 정복자 캉

### 라멘티스
- 클래식 로키 †
- 키드 로키
- 악어 로키
- 트로그
- 허풍쟁이 로키
- 대통령 로키 †
- 알리오스